# Te Wahipounamu
Te Wahipounamu (Engels: Southwest New Zealand World Heritage Area) is de aanduiding van een gebied dat in 1990 door UNESCO werd erkend als natuurlijk werelderfgoed. 
Bij de erkenning in 1990 van het Nationaal park Mount Aspiring werd besloten de sinds 1986 erkende parken Westland, Mount Cook en Fiordland samen met dit vierde park te groeperen als een inschrijving op de werelderfgoedlijst.
De naam is Maori voor de plaats waar greenstone gevonden wordt.  
Greenstone of Pounamu is een plaatselijke soort groene jade.